# 집 보는 에비츄
《집 보는 에비츄》(おるちゅばんエビちゅ, 오류츄반 에비츄)는 후타바샤가 출판한 이토 리사의 만화 시리즈이다. 1990년 주부와생활사의 기가앤챈에 처음 연재되었다가 후타바샤의 액션피자츠에 연재되어 2007년 9월 19일호까지 연재되었다.
1999년 8월 1일부터 10월 1일까지는 24화로 편성되어 Direct TV 채널의 텔레비젼 애니메이션으로 방영되었다. 28세 혹은 25세의 도시의 여사무원과 그의 햄스터 에비츄의 일상생활에 대한 이야기를 다루고 있다. 에비츄(エビちゅ)는 햄스터를 모티브로 한 캐릭터이며 귀여워서 현재까지 사람들에게 많은 관심을 받고 있다.

## 같이 보기
- 햄스터
- 캐릭터